# جبل داجيليت
جبل داجيليت هو قمة جبلية جليدية يبلغ ارتفاعه أكثر من 9800 قدم (2990+ م) تقع في سلسلة جبال فيرويذر في جبال سينت إلياس، في جنوب شرق ألاسكا بالولايات المتحدة. تقع القمة في خليج ومحمية غليسر الوطنية، على بعد 4.6 ميل (7 كم) جنوب جبل كريون، و4 ميل (6 كم) شمال غرب جبل لا بيروس، وهو أقرب أعلى قمة. تعتبر التضاريس الطبوغرافية مهمة حيث يرتفع الجبل من مياه المد في أقل من تسعة أميال. تم تسمية الجبل في عام 1874 من قبل ويليام هيلي دال من هيئة المسح الجيولوجي الأمريكية، نسبة إلى جوزيف ليبوت داجيليت (1751-1788)، وهو عالم فلك وعالم رياضيات فرنسي رافق لابيروس عندما اكتشف هذه المنطقة الساحلية في عام 1786. تم أول صعود للقمة في 29 يوليو 1933، بواسطة دبليو إس تشايلد، وسي إس هيوستن، وإتش إيه كارتر.

## المناخ
استنادًا إلى تصنيف كوبن للمناخ، يتمتع جبل داجيليت بمناخ شبه قطبي مع فصول شتاء باردة ومثلجة وصيف بارد. تُجبر أنظمة الطقس القادمة من خليج ألاسكا على الصعود من خلال سلسلة جبال فيرويذر (الرفع الجبلي)، مما يتسبب في هطول أمطار غزيرة على شكل أمطار وثلوج. يمكن أن تنخفض درجات الحرارة إلى أقل من -20 درجة مئوية مع عوامل تبريد الرياح أقل من -30 درجة مئوية. يدعم هذا المناخ نهر لا بيروس الجليدي في الجنوب. تصب مياه الأمطار والمياه الذائبة من الأنهار الجليدية في خليج ألاسكا. توفر الأشهر من مايو إلى يوليو الطقس الأكثر ملائمة للتسلق والمشاهدة.

## روابط خارجية
- Weather forecast: Mount Dagelet